# Långsam irreguljär variabel
En långsam irreguljär variabel (tillskriven GCVS-typerna L, LB och LC) är en variabel stjärna som visar ingen eller mycket svagt definierad periodicitet i sin långsamt föränderliga ljusvariation. Dessa stjärnor har ofta blivit lite studerade, och när man en gång lärt känna dem, klassificeras de i andra kategorier, till exempel halvregelbundna variabler.

## Nomenklatur
Oregelbundet variabla stjärnor gavs först akronymer baserade på bokstaven I: Ia, Ib och Ic. Dessa förfinades senare så att I-koderna användes för "nebulösa" eller "snabbt oregelbundna" variabla stjärnor såsom T Tauri och Orion-variabler. De återstående oregelbundna stjärnorna, svala långsamt varierande jättar och superjättar av typ Ib eller Ic tilldelades till Lb och Lc. När the General Catalogue of Variable Stars (GCVS) standardiserade sina akronymer till att vara enbart versaler, användes koderna LB och LC.

### Typ Lb
Långsamma oregelbundna variabler av sena spektraltyper (K, M, C, S); som regel är de jättar.
GCVS tilldelar denna typbeteckning även till långsamma oregelbundna röda variabler där luminositeten eller spektraltypen inte är känd, även om den också använder typbeteckningen L för långsamma oregelbundna röda stjärnor där spektraltypen eller ljusstyrkan är oklar. K5-stjärnan CO Cygni ges som ett representativt exempel.

### Typ Lc
Oregelbundna variabla superjättar av sena spektraltyper med amplitud på ca 1 magnitud i V.
M2-superjätten TZ Cassiopeiae ges som ett representativt exempel.

## Förteckning
| Beteckning (namn)      | Stjärnbild    | Upptäckt      | Skenbar magnitud (Maximum) | Skenbar magnitud (Minimum) | Magnitud-område | Spektraltyp | Undertyp | Anm. |
| ---------------------- | ------------- | ------------- | -------------------------- | -------------------------- | --------------- | ----------- | -------- | ---- |
| U Antliae              | Luftpumpen    |               | 8m.1 (p)                   | 9m.7 (p)                   | 1,6             | N:v         | Lb       |      |
| Beta Pegasi            | Pegasus       | Schmidt, 1847 | 2m.31                      | 2m.74                      | 0,43            | M2.3 II-III | Lb       |      |
| Epsilon Pegasi (Enif)  | Pegasus       |               | 0m.7                       | 3m.5                       | 2,8             | K2 Ib       | Lc       |      |
| TX Piscium             | Fiskarna      |               | 4m.79                      | 5m.20                      | 0,42            | C5 III      | Lb       |      |
| Alfa Scorpii (Antares) | Skorpionen    |               | 0m.88                      | 1m.16                      | 0,28            | M1.5 Iab-b  | Lc       |      |
| Alfa Tauri (Aldebaran) | Oxen          |               | 0m.75                      | 0m.95                      | 0,20            | K5 III      | Lb       |      |
| My Geminorum           | Tvillingarna  |               | 2m.75                      | 3m.02                      | 0,28            | M3 III      | Lb       |      |
| BE Camelopardalis      | Giraffen      |               | 4m.35                      | 4m.48                      | 0,13            | M2 II       | Lc       |      |
| Tau4 Eridani           | Eridanus      |               | 3m.57                      | 3m.72                      | 0,15            | M3 III      | Lb       |      |
| 13 Bootis              | Björnvaktaren |               | 5m.29                      | 5m.38                      | 0,09            | M2 IIIab    | Lb       |      |
| Psi Virginis           | Jungfrun      |               | 4m.73                      | 4m.96                      | 0,23            | M3 III      | Lb       |      |
| V854 Arae              | Altaret       |               | 5m.84                      | 5m.99                      | 0,12            | M1.5 III    | Lb       |      |
| 62 Sagittarii          | Skytten       |               | 4m.45                      | 4m.62                      | 0,17            | M4 III      | Lb       |      |
| TX Piscium             | Fiskarna      |               | 4m.79                      | 5m.20                      | 0,41            | C5 III      | Lb       |      |
| CQ Camelopardalis      | Giraffen      |               | 5m.15                      | 5m.27                      | 0,12            | M0 II       | Lc       |      |
| Pi Aurigae             | Kusken        |               | 4m.24                      | 4m.34                      | 0,10            | M3.5 II     | Lc       |      |
| NO Aurigae             | Kusken        |               | 6m.06                      | 6m.44                      | 0,58            | M2 Iab      | Lc       |      |
| Omikron1 Canis Majoris | Stora hunden  |               | 3m.78                      | 3m.99                      | 0,21            | M2.5 Iab    | Lc       |      |
| Sigma Canis Majoris    | Stora hunden  |               | 3m.43                      | 3m.51                      | 0,08            | M1.5 Iab    | Lc       |      |
| NS Puppis              | Akterskeppet  |               | 4m.4                       | 4m.5                       | 0,1             | K3 Ib       | Lc       |      |
| Lambda Velorum         | Seglet        |               | 2m.14                      | 2m.30                      | 0,16            | K4 Ib-IIa   | Lc       |      |
| V337 Carinae           | Kölen         |               | 3m.36                      | 3m.44                      | 0,08            | K3 II       | Lc       |      |
| GZ Velorum             | Seglet        |               | 3m.43                      | 3m.81                      | 0,38            | K3 II       | Lc       |      |
| RX Telescopii          | Kikaren       |               | 6m.6                       | 7m.4                       | 0,8             | M3 Iab      | Lc       |      |

## Andra oregelbundna variabler
Det finns ett antal andra typer av variabla stjärnor som saknar tydligt observerbara perioder, och som ibland kallas oregelbundna variabler:
- Gamma Cassiopeiae-variabler, eruptiva skalstjärnor,
- Orionvariabler, stjärnor före huvudserien, inklusive T Tauri-stjärnor och YY Orionis-stjärnor,
- Snabba oregelbundna variabler, som kanske liknar Orion-variabler men med kortare period,
- Svagt definierade oregelbundet variabla stjärnor av okänd typ.

Dessutom ingår många typer av eruptiv eller kataklysmisk variabel, som är mycket oförutsägbara.